# Achmatienier (sierdieżskoje sielskoje posielenije)
Achmatienier (ros. Ахматенер) – wieś (dieriewnia) w Rosji, w Mari El, w rejonie siernurskim. W 2010 liczyła 175 mieszkańców.